# Theo Brün

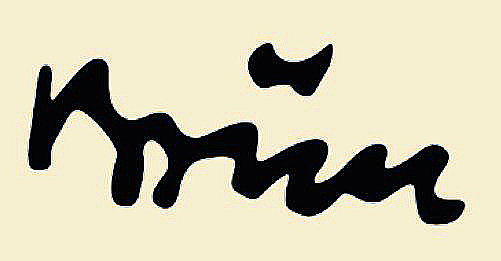
Podpis autora

Theo Brün (18. září 1885, Hamm, Vestfálsko, Německé císařství – 4. srpna 1981, Hagen, Západní Německo) byl německý malíř a grafik. Svoji první výstavu měl v roce 1914. V roce 1937 byla jeho díla spolu s mnoha dalšími vystavena na výstavě Entartete Kunst v Mnichově.

## Život a dílo
Theodor Brün se narodil jako první z devíti dětí. Jeho otec byl obchodník. Theo začal chodit do školy v Essenu, kam se rodina přestěhovala. V roce 1905 vystudoval střední školu a v Mnichově začal studovat právo. Toho však po krátké době zanechal, aby začal studovat umění. Navštěvoval seminář leptání Petera Halma v Mnichově a Académii Julian v Paříži. Seznámení s malířem Christianem Rohlfsem vedlo k první výstavě. Od roku 1914 do roku 1918 byl vojákem.
Pak se začal věnovat řezbářství. Od roku 1921 do roku 1928 umělec často měnil své bydliště, částečně z finančních důvodů, částečně z uměleckých. V této době první hlavní zakázka byla pro berlínské Furche-Verlag, kde ztvárnil ilustrace románů Tolstého. V listopadu 1928 se Theodor Brün oženil se svou ženou Carlou, se kterou měli tři syny Timo, Bernda a Borise. Pracovala jako učitelka a významně přispěla k podpoře rodiny v těžkých dobách.
V roce 1931 navrhl památník v kostele v Traben-Trarbachu, v následujících dvou letech hrobku Waltera Schrenka na hřbitově Trinity v Berlíně. Ve třicátých letech se zúčastnil řady výstav v Düsseldorfu, Hagenu, Hammu, Münsteru a Hannoveru.
V éře národního socialismu byl jedním z nechtěných umělců. V roce 1936, byla jedna z jeho tří řezbářských prací (Svatá trojice) odstraněna z výstavy „Westfront 36“. V roce 1937 byly všechny jeho exponáty odmítnuty v Mnichově. V roce 1939 se Theodor Brün dobrovolně přihlásil do armády, aby pomohl své rodině. Byl však po krátké době propuštěn. V roce 1940 mu bylo zakázáno vystavovat. Jeho díla však i přesto byla do roku 1945 k vidění na výstavách v Hammu, Greifswaldu, Dortmundu, Vídni nebo Hagenu.
Celkově měl umělec více než 100 výstav. Mezi ně patří společné výstavy s Oswaldem Achenbachem, Gertem Arntzem, Paulem Fechterem, Lisem Goebelem, Grosse-Perdekampem, Lotte Schrenkovou, Hermannem Kätelhönem, Otto Coesterem, Hermannem Kuhmichelem, Willem Lammertem, Lewym, Karlem Niestrathem, Grete Pennerem, Albertem Reichem, Christianem Rohlfsem, Wilhelmem Schmurrem, , Eberhard Viegener nebo Karlem Vogtem. V poválečném období až do jeho smrti následovaly výstavy v Münsteru, Telgte, Bielefeldu, Hersfeldu, Düsseldorfu, Hagen, Frankfurtu, Witten nebo Coesfeldu.
Teodor Brün pracoval téměř do své smrti. Umřel na infarkt 4. srpna 1981 v Hagenu ve věku téměř 96 let.

## Výstavy (výběr)
- Sonderausstellung Theodor Brün, Museum St. Laurentius, Duisburg-Rheinhausen - 7. května – 3. září 2017
- Ein Zeitkolorit, Göhltalmuseum Kelmus (Belgie) - 2014
- Bilder vom Warten, Stadtbücherei Alsdorf und Artothek - 2014
- Theodor Brün zum 125. Geburtstag, Monschau - 2010
- Menschen und Landschaften, Sparkasse Hagen - 2008
- Výstava Gustav-Lübecke-Museum, Hamm - 1979

## Video
- BRF zur Ausstellung im Göhltalmuseum 2014